# Erik Moseholm
Erik Moseholm (13. maj 1930 i Fredericia - 12. oktober 2012 i København) var en dansk kontrabassist, komponist og musikadministrator.
Allerede som teenager spillede han med sin egen gruppe i fødebyen Fredericia og kom 1948 til København, hvor han hurtigt placerede sig blandt de betydeligste jazzmusikere. Som musiker har han spillet såvel jazz som klassisk musik, dokumenteret på et halvt hundrede plader bl.a. med internationale solister, som f.eks. Don Byas og Eric Dolphy, samt med bl.a. kammerensemblet Societas Musica og som solist med Copenhagen Symphony Orchestra. Han har komponeret for alle orkesterstørrelser, skrevet teater- og filmmusik og har ledet alle orkesterstørrelser fra duo op til Radiojazzgruppen på 14 medlemmer.
I årene 1961-1966 var han leder af Radiojazzgruppen og blev derefter programmedarbejder i Danmarks Radio, hvor han bl.a. var administrativ og kunstnerisk leder af Radioens Big Band. Fra 1992-1997 var han var rektor for Rytmisk Musikkonservatorium. Igennem årene har han været blandt initiativtagerne til mange tiltag inden for den rytmiske musik. Bl.a.
- orkesterturnéer til skoler
- årlige undervisningsstævner på højskoler
- Copenhagen Jazz & Rock Guides
- Workshopscenen som samarbejdsorgan for studerende indenfor alle kunstarter
- komponisternes forening DJBFA
- Dansk Jazzmusiker Forening (DJF)
- FaJaBeFa
- Nordisk Workshop
- NORDJAZZ.

Derudover har han været "President of the UNESCO-IMC-Congress", om musikundervisning i rytmisk musik og Bestyrelsesformand for Revy- og Morskabsmuseet og Artistic Director for European Jazz Youth Orchestra. 
Efter 1998 har han optrådt som bassist og komponist med sin hustru, historiefortælleren og skuespilleren Vigga Bro, i forestillinger med egen musik og egne tekster. Desuden var han Ghostwriter og redaktør på vennen og kollegaen Jesper Thilos anekdotiske bog "Man ska' ku' se komikken", som udkom på Forlaget Lindhardt og Ringhof i år 2000. Samt skrevet bøgerne: "Den hemmelige krystal" en bog om Radiojazzgruppen, "Be on time" og "Da den moderne dansemusik kom til Danmark"

## Hædersbevisninger
Erik Moseholm har modtaget en lang række hædersbevisninger. Bl.a. blev han i 1958 Årets Danske Jazzmusiker og i 1960 kåret til årets bedste bassist i Europa ved Jazzfestivalen i Juan-Les-Pins i Frankrig. I 1988 fik han dronningens fortjensmedajle og i 1998 blev han Ridder af Dannebrog. Derudover har han fået mange af branchens egne anerkendelser. 